# Erigone alsaida
Erigone alsaida là một loài nhện trong họ Linyphiidae.
Loài này thuộc chi Erigone. Erigone alsaida được Crosby & Bishop miêu tả năm 1928.